# 惹拉因末萨
惹拉因末萨（1948年12月31日—2023年9月1日），马来西亚政治人物，民进党党员，曾任马来西亚交通部第二副部长，曾经于2004年至2013年担任砂拉越州砂拉卓国会议员。